# (4272) Entsuji
(4272) Entsuji (1977 EG5) – planetoida z grupy pasa głównego asteroid okrążająca Słońce w ciągu 3,65 lat w średniej odległości 2,37 j.a. Odkryta 12 marca 1977 roku.